# Saut à ski aux Jeux olympiques de 1968
Navigation
Innsbruck 1964 Sapporo 1972
Les épreuves de saut à ski aux Jeux olympiques d'hiver de 1968 ont eu lieu :
- sur tremplin normal, à Autrans, sur le tremplin du Claret, qui accueille également l'épreuve de combiné ;
- sur grand tremplin, à Saint-Nizier-du-Moucherotte, sur le tremplin du Dauphiné, face à l'agglomération grenobloise.

Elles sont remportées respectivement par le Tchécoslovaque Jiří Raška et par le Soviétique Vladimir Belussov.

## Podiums
| Épreuves         | Or                | Argent           | Bronze        |
| Petit tremplin H | Jiří Raška        | Reinhold Bachler | Baldur Preiml |
| Grand tremplin H | Vladimir Belussov | Jiří Raška       | Lars Grini    |

## Résultats

### Petit Tremplin
| Place | Nation             | Athlète            | Points |
| ----- | ------------------ | ------------------ | ------ |
| 1er   | Tchécoslovaquie    | Jiří Raška         | 216.5  |
| 2e    | Autriche           | Reinhold Bachler   | 214.2  |
| 3e    | Autriche           | Baldur Preiml      | 212.6  |
| 4e    | Norvège            | Bjørn Wirkola      | 212.0  |
| 5e    | Finlande           | Topi Mattila       | 211.9  |
| 6e    | Union soviétique   | Anatoliy Zheglanov | 211.5  |
| 7e    | Allemagne de l'Est | Dieter Neuendorf   | 211.3  |
| 8e    | Union soviétique   | Vladimir Belussov  | 207.5  |
| 18e   | France             | Alain Macle        |        |
| 41e   | France             | Maurice Arbez      |        |

### Grand Tremplin
| Place | Nation             | Athlète            | Points |
| ----- | ------------------ | ------------------ | ------ |
| 1er   | Union soviétique   | Vladimir Belussov  | 231.2  |
| 2e    | Tchécoslovaquie    | Jiří Raška         | 229.4  |
| 3e    | Norvège            | Lars Grini         | 214.3  |
| 4e    | Allemagne de l'Est | Manfred Queck      | 212.8  |
| 5e    | Norvège            | Bent Tomtum        | 212.2  |
| 6e    | Autriche           | Reinhold Bachler   | 211.7  |
| 7e    | Allemagne de l'Est | Wolfgang Stöhr     | 205.9  |
| 8e    | Union soviétique   | Anatoliy Zheglanov | 205.7  |

## Médailles
| Place | Nation           |   |   |   | Total |
| ----- | ---------------- | - | - | - | ----- |
| 1er   | Tchécoslovaquie  | 1 | 1 | 0 | 2     |
| 2e    | Union soviétique | 1 | 0 | 0 | 1     |
| 3e    | Autriche         | 0 | 1 | 1 | 2     |
| 4e    | Norvège          | 0 | 0 | 1 | 1     |